# Satoshi Yamaguchi
Satoshi Yamaguchi (jap. 山口智 Yamaguchi Satoshi; ur. 17 kwietnia 1978 w Kōchi) – japoński piłkarz, reprezentant kraju.

## Kariera klubowa
Od 1996 do 2011 roku występował w klubach JEF United Ichihara, Gamba Osaka. Od 2012 roku gra w zespole JEF United Ichihara Chiba.

## Kariera reprezentacyjna
Karierę reprezentacyjną rozpoczął w 2009 roku. W sumie w reprezentacji wystąpił w 2 spotkaniach.